# Ceratophyus dauricus
Ceratophyus dauricus är en skalbaggsart som beskrevs av Henri Jekel 1865. Ceratophyus dauricus ingår i släktet Ceratophyus och familjen tordyvlar. Inga underarter finns listade i Catalogue of Life.